# Ås kyrka, Öland
Ås kyrka är sockenkyrka för Ås socken och hör efter sammanslagning 2002 av närliggande församlingar numera till Sydölands församling. Kyrkan är belägen i Mörbylånga kommun.

## Kyrkobyggnaden
Ås kyrka, på Ölands sydligaste del, består av ett rektangulärt kyrkorum med kor i öster, torn i öster samt vindfång i väster och söder; ingång till kyrkorummet via dessa två "tamburer". Ås är Ölands enda bevarade östtornskyrka, uppförd på 1100-talet.
  Under 1770-talet förlängdes kyrkan åt väster med cirka 8 meter. Tornet påbyggdes med en lanternin 1820. Det massiva tornet dominerar över de övriga sadeltäckta byggnadskropparna. Murarna genombryts av stickbågiga fönsteröppningar.
Kyrkans inre täcks av ett trätunnvalv, tillkommet vid ombyggnaden på 1770-talet. Denna ombyggnad innebar att kyrkan förvandlades till en salkyrka, den äldsta bevarade på Öland. År 1820 skedde ytterligare en förändring interiört. Det ursprungliga koret i tornets bottenvåning avskildes med en mur och sakristia inrymdes där. Mot den nya korväggen ställdes en altarpredikstol, sammansatt av delar av altaruppsatsen och predikstolen.
Den dominerande stilen både interiört och exteriört är nyklassicism.

## Inventarier
- Altarpredikstol uppförd 1820 med delar ur altaruppsats utförd 1749 av Anders Dahlström den äldre
- Relieftavla med Golgatamotiv från Anders Dahlströms altaruppsats
- Skulpturer föreställande Mose med lagens tavlor och Johannes döparen
- Vävd bonad med landskapsmotiv
- Bänkinredning (1880–1890)
- Dopfunt tillverkad av M Åkerberg, Grönhögen 1938
- Tremastad fullriggare, modell från 1888
- Ljusbärare i smide
- Golvklocka

## Bildgalleri

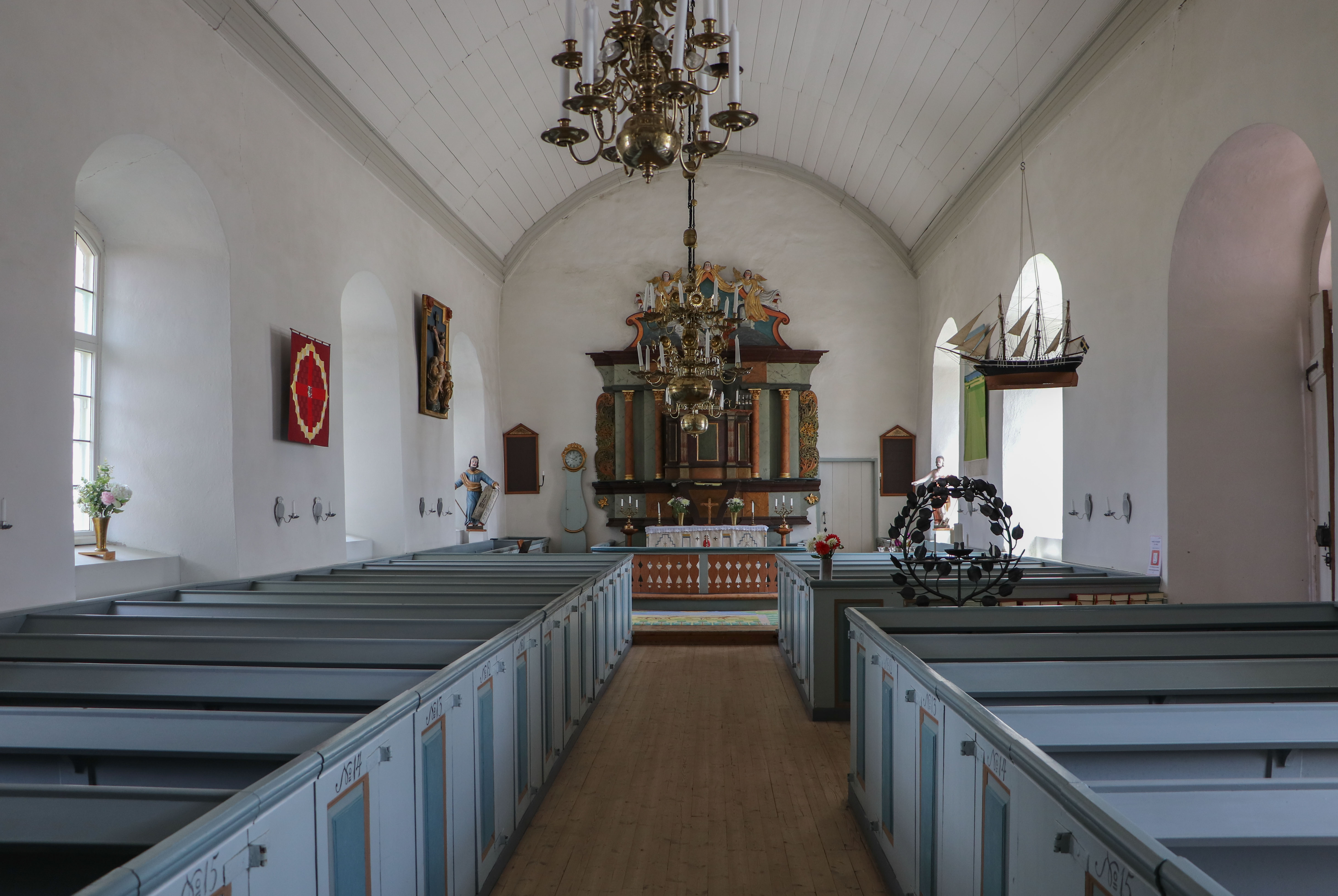
Interiör mot öster
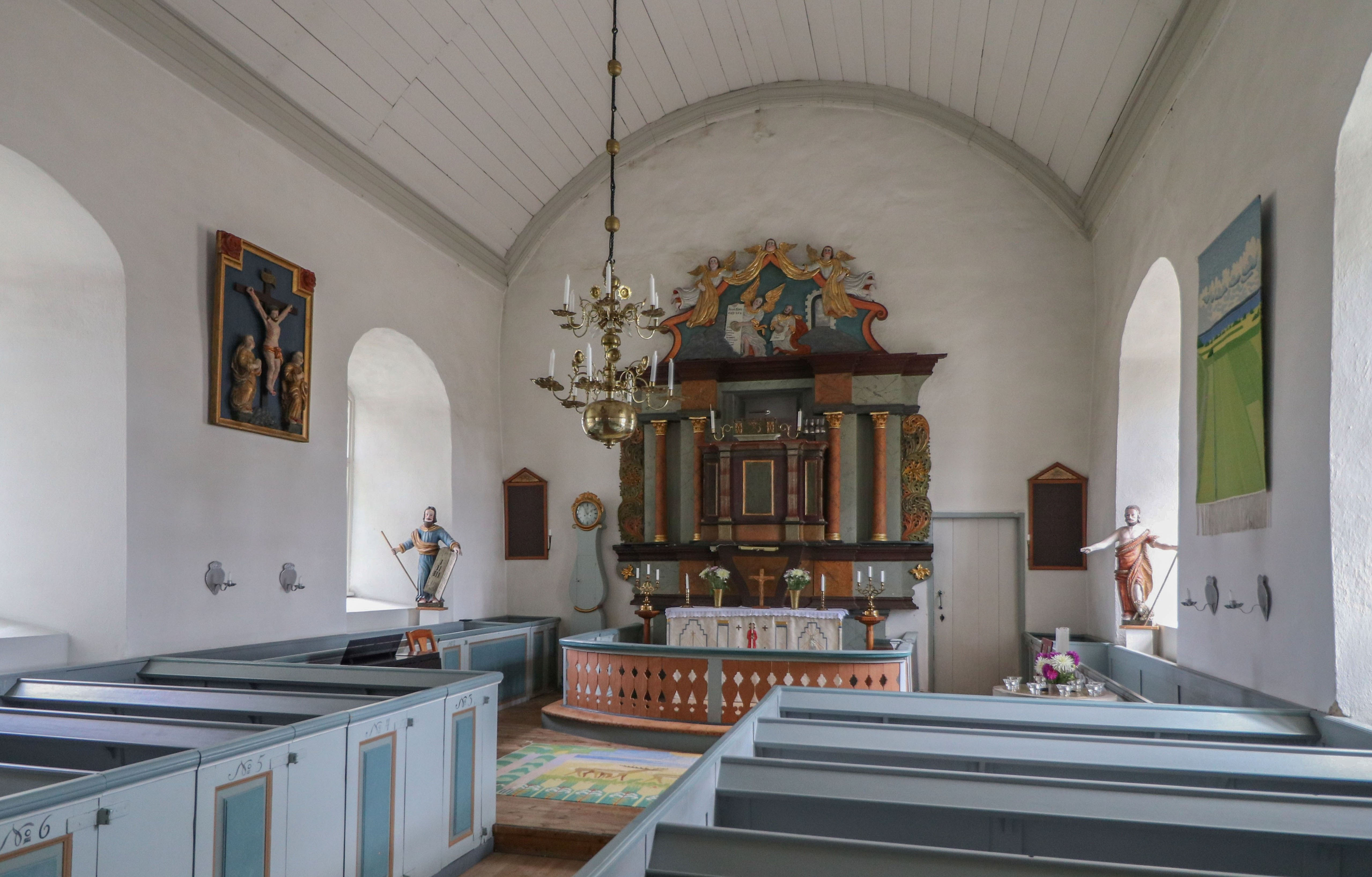
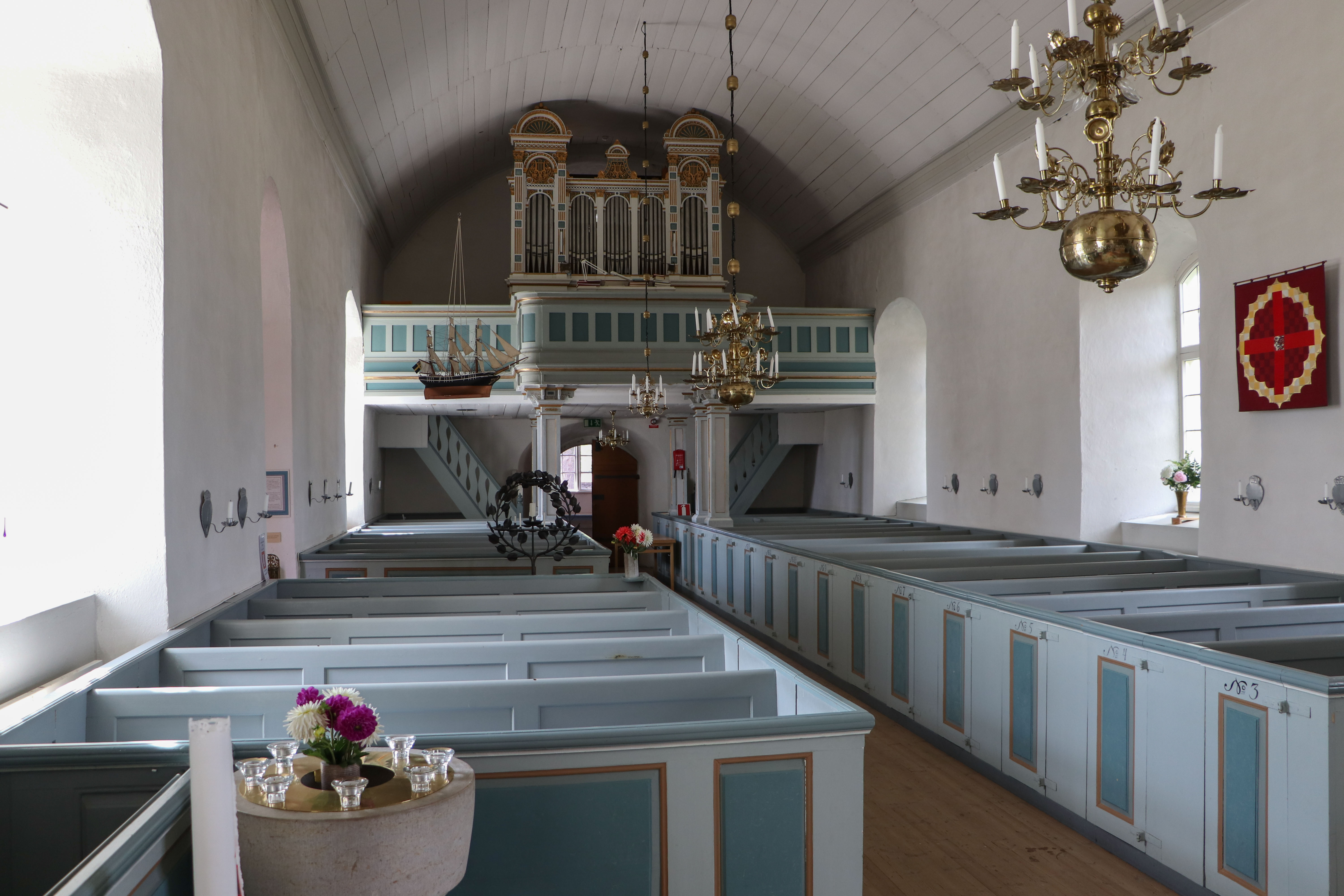
Interiör mot väster
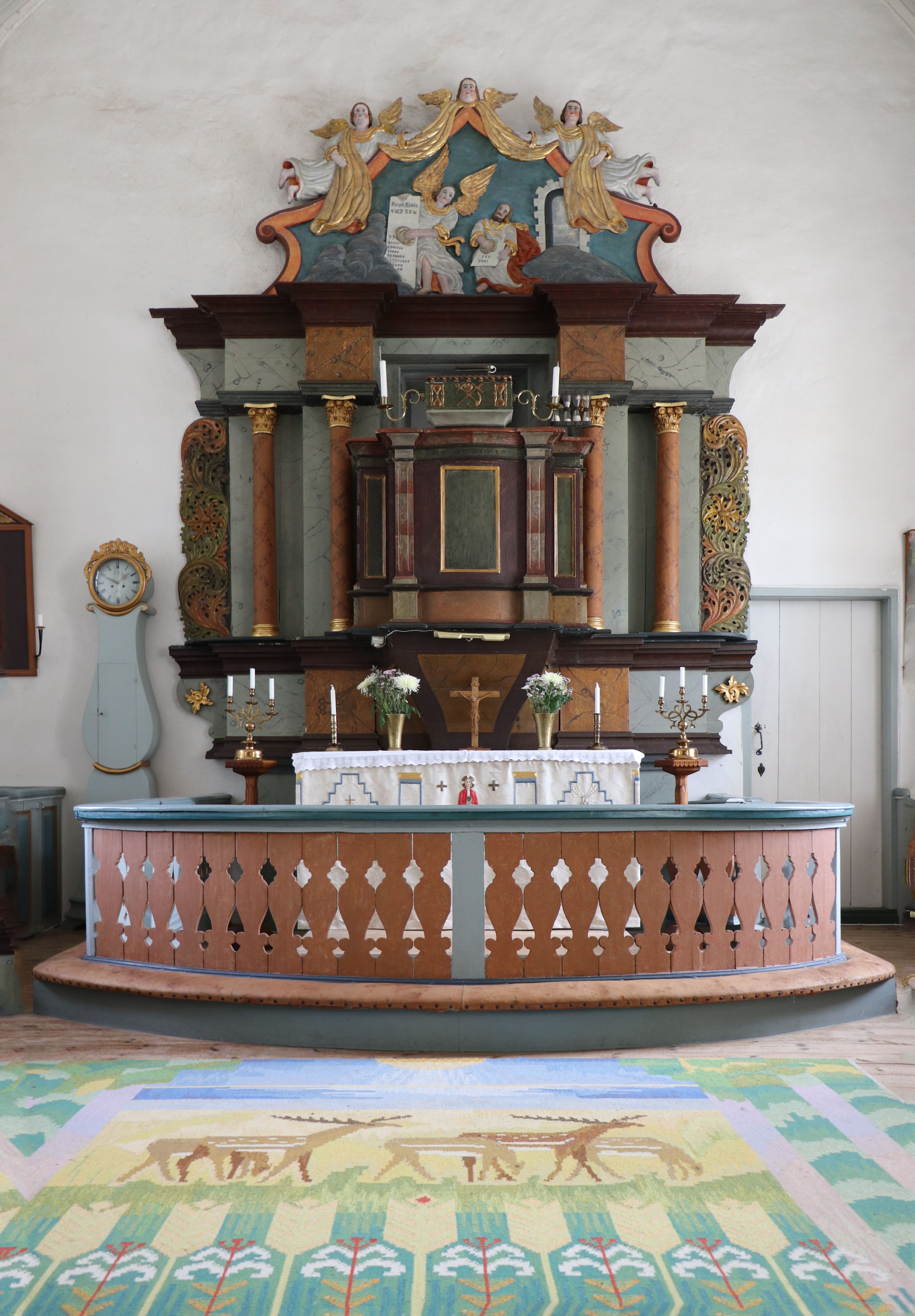
Altare och altarpredikstol
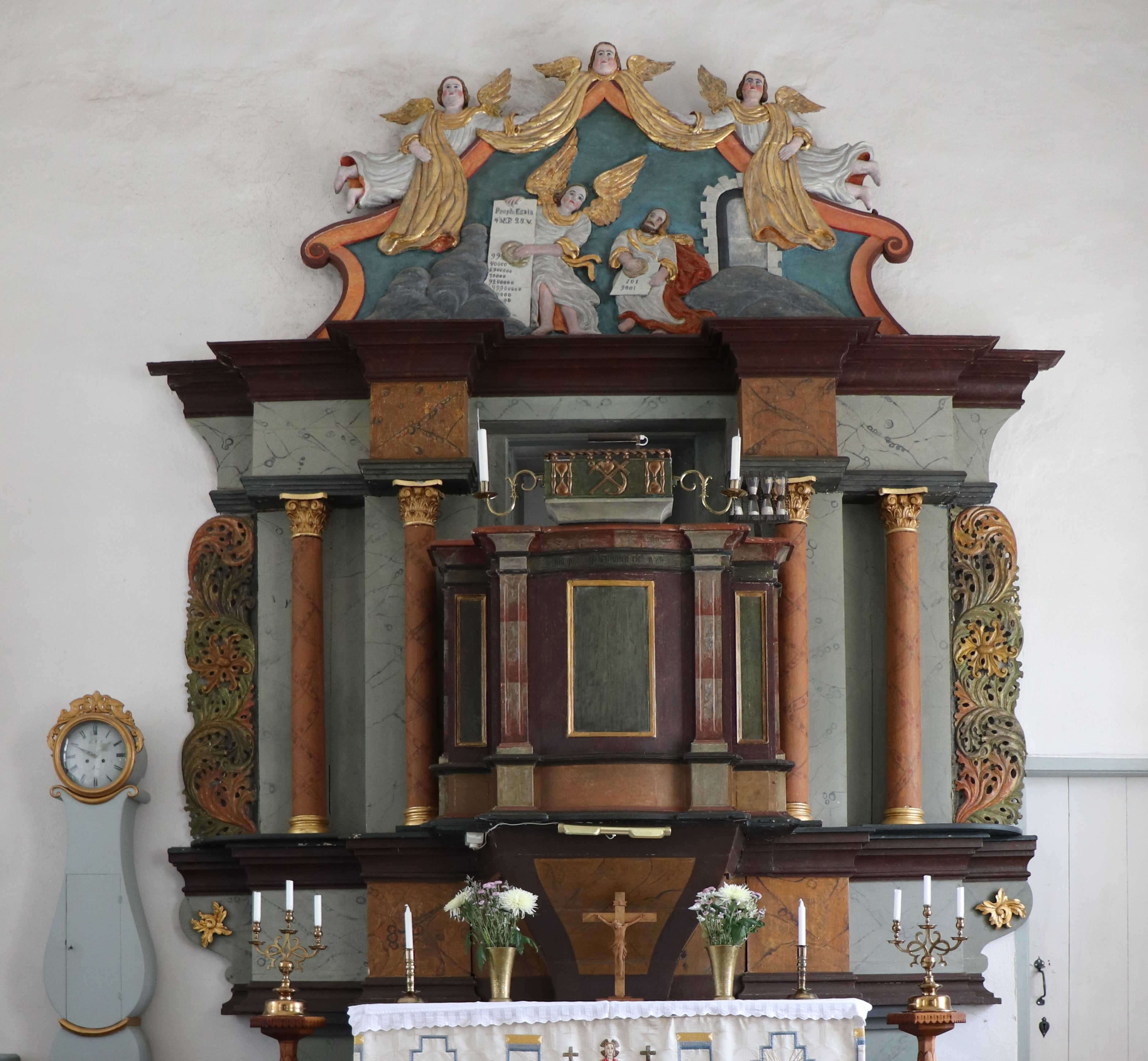
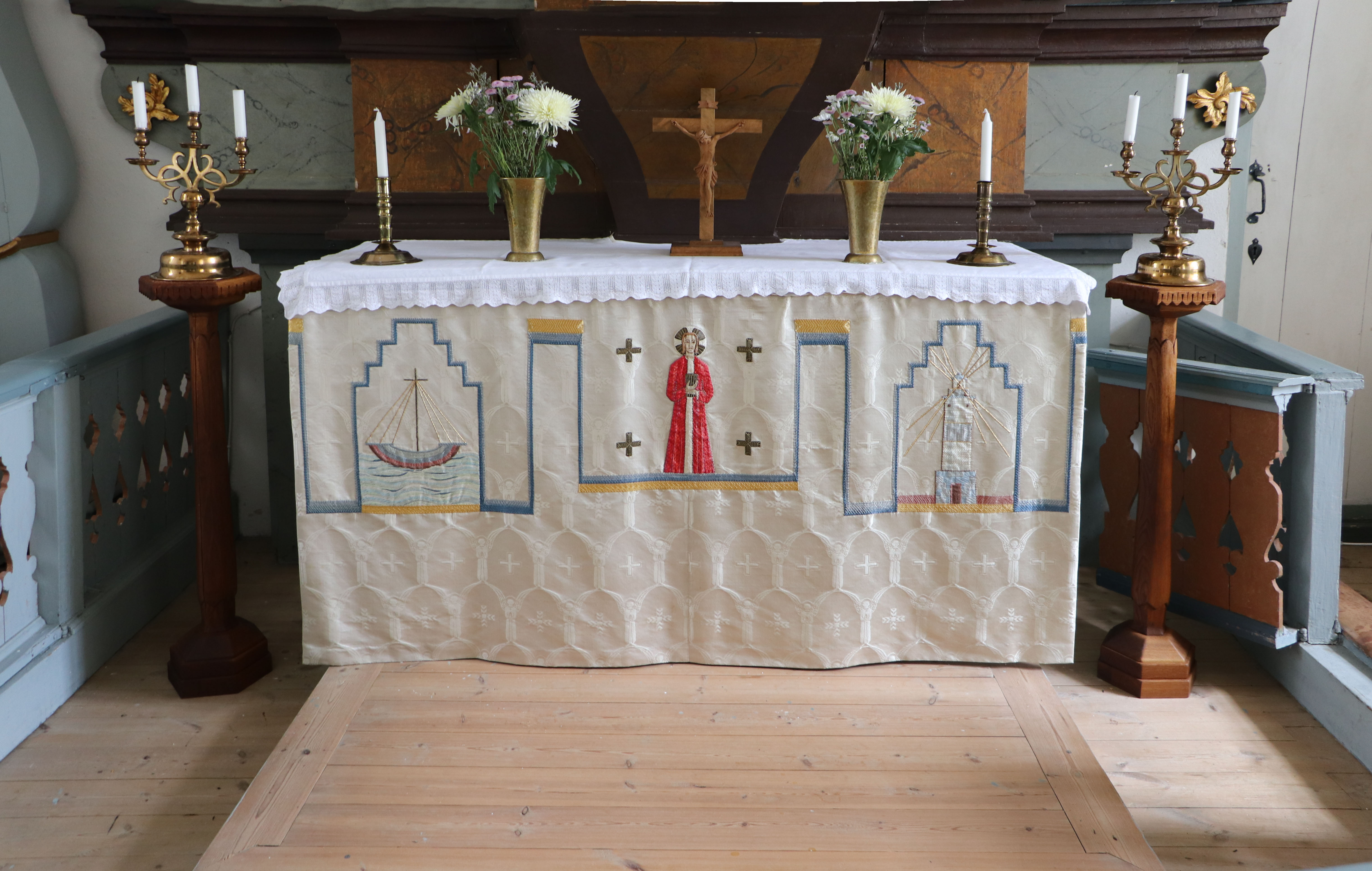
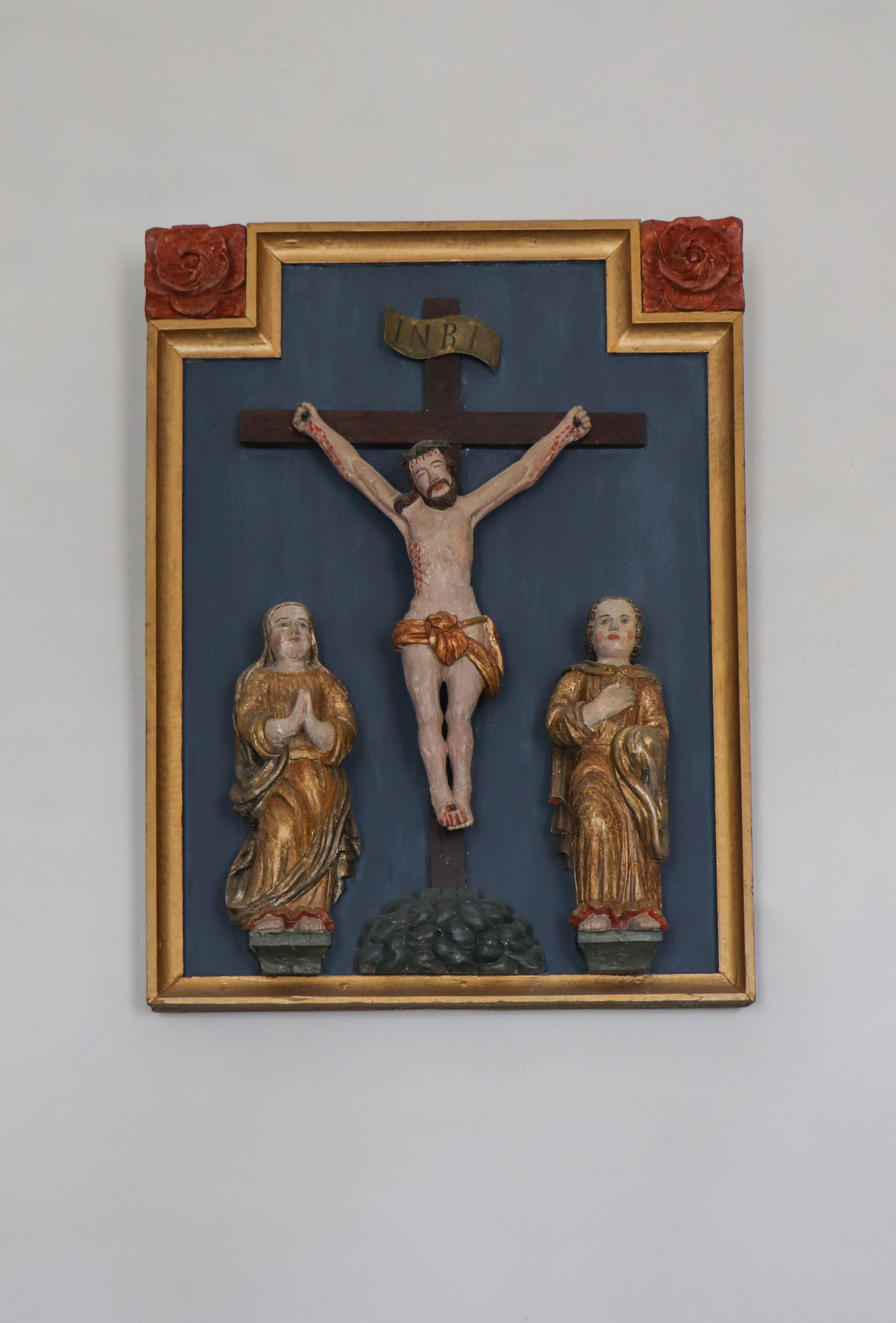
Relieftavla med Golgatamotiv
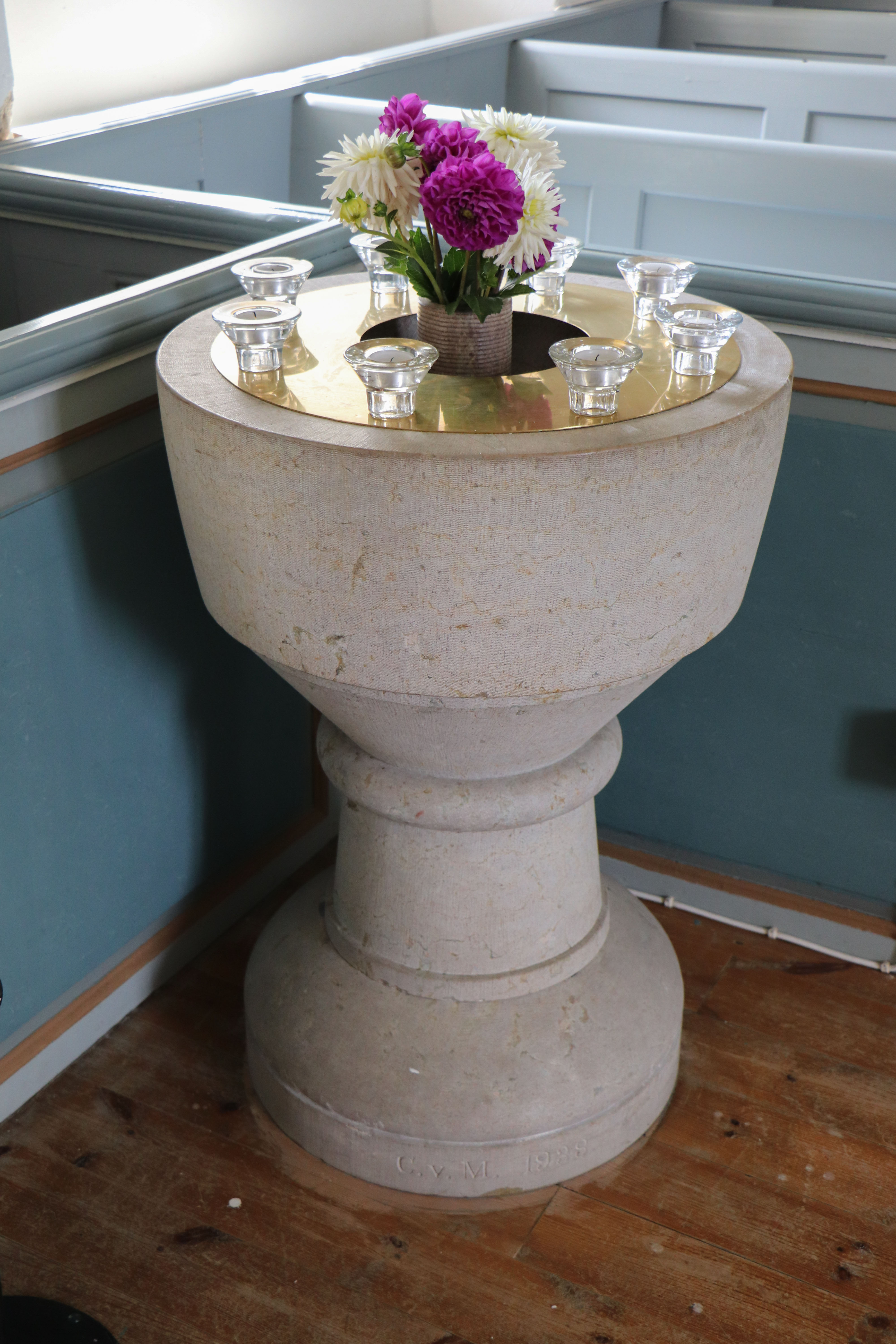
Dopfunten
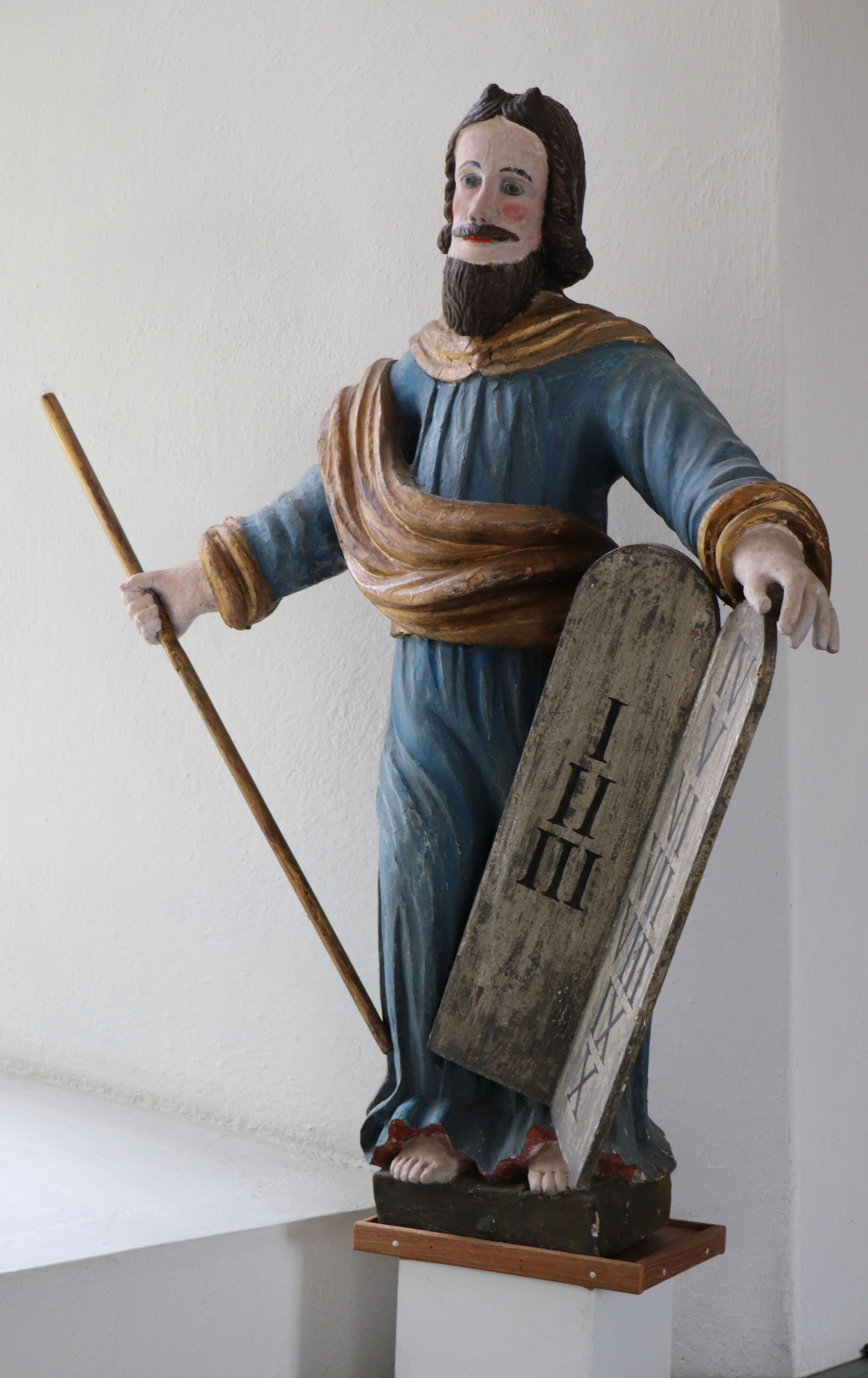
Moses med lagtavlorna
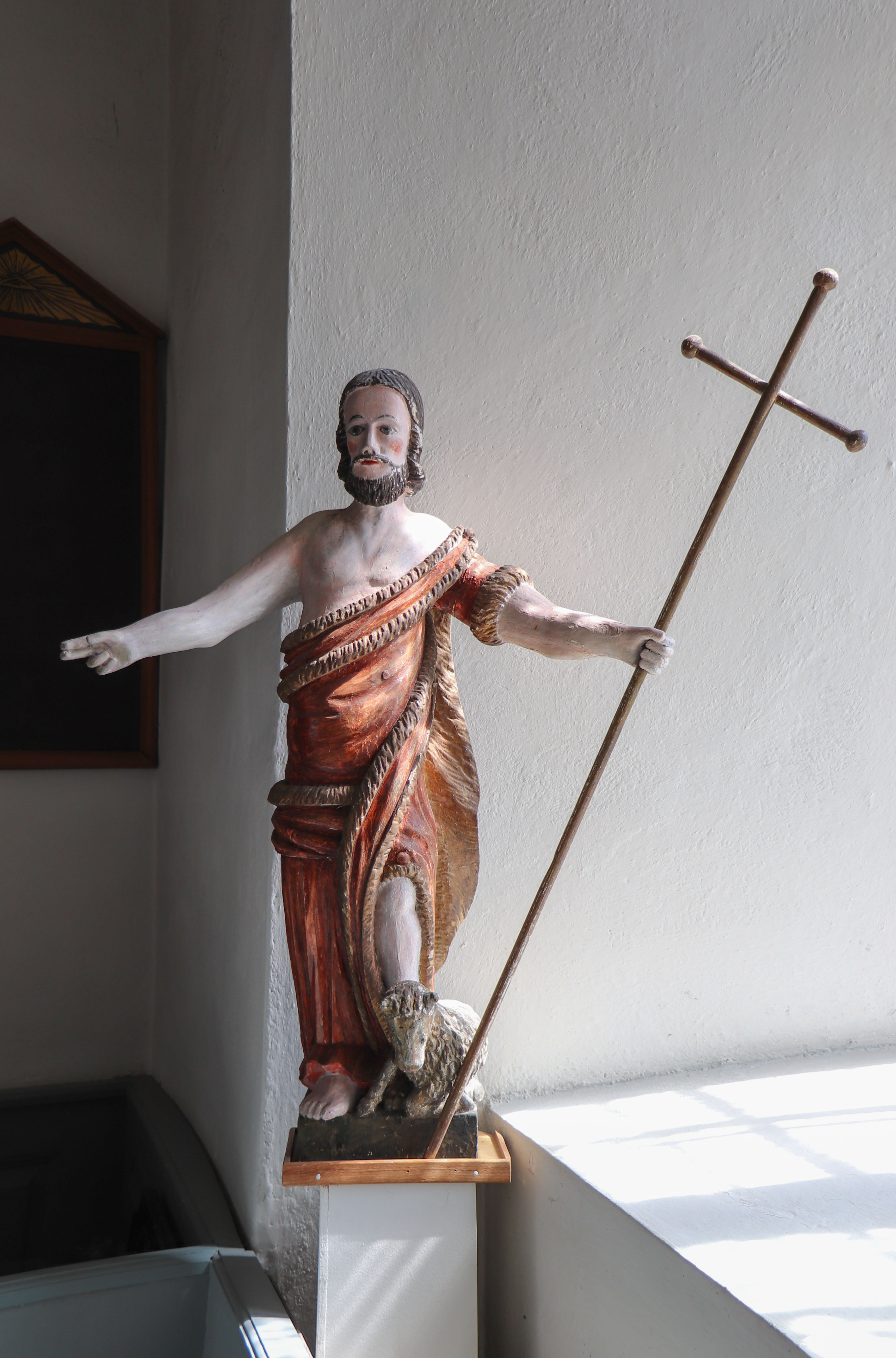
Johannes Döparen
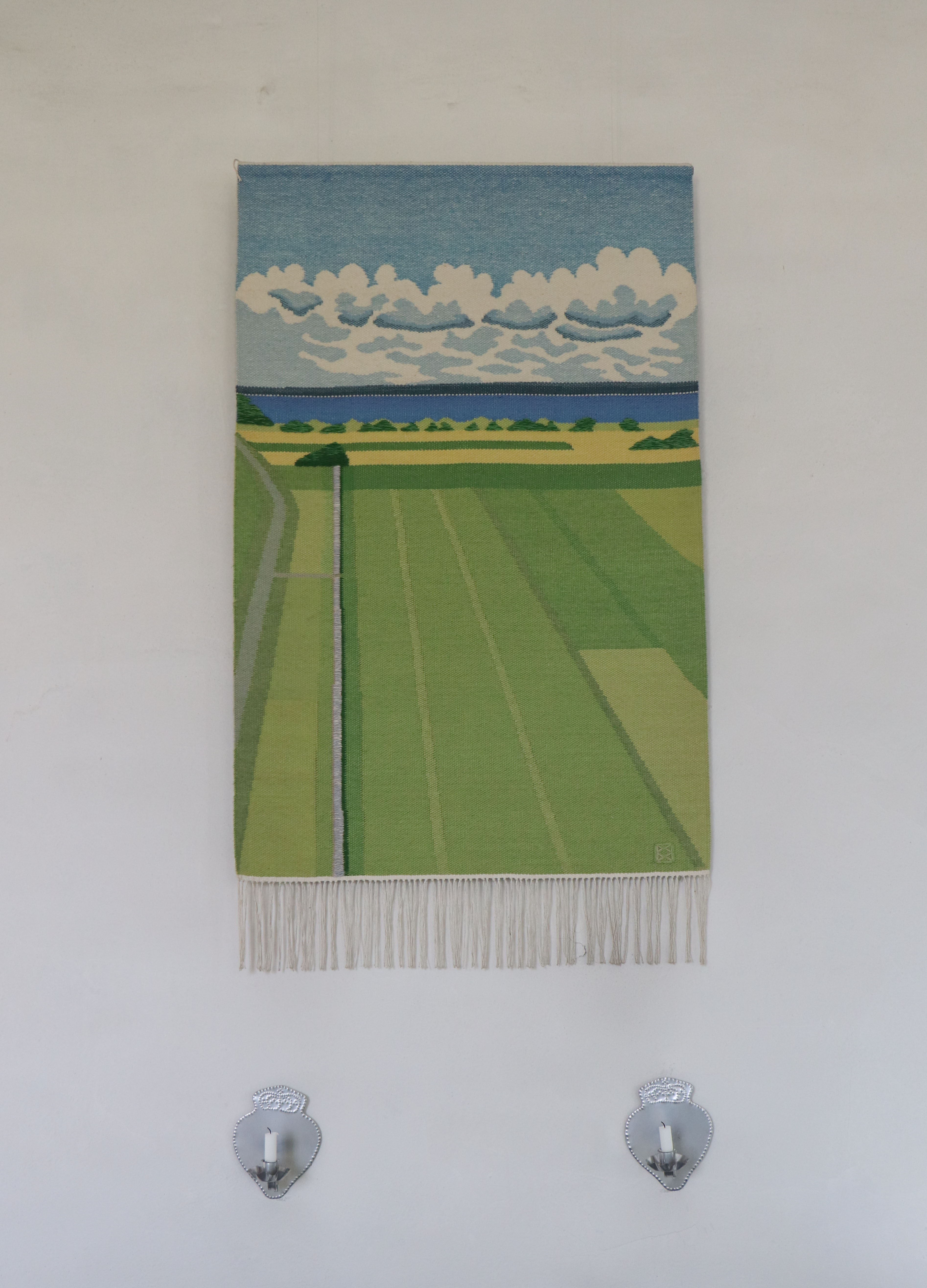
Vävnad med öländskt landskap
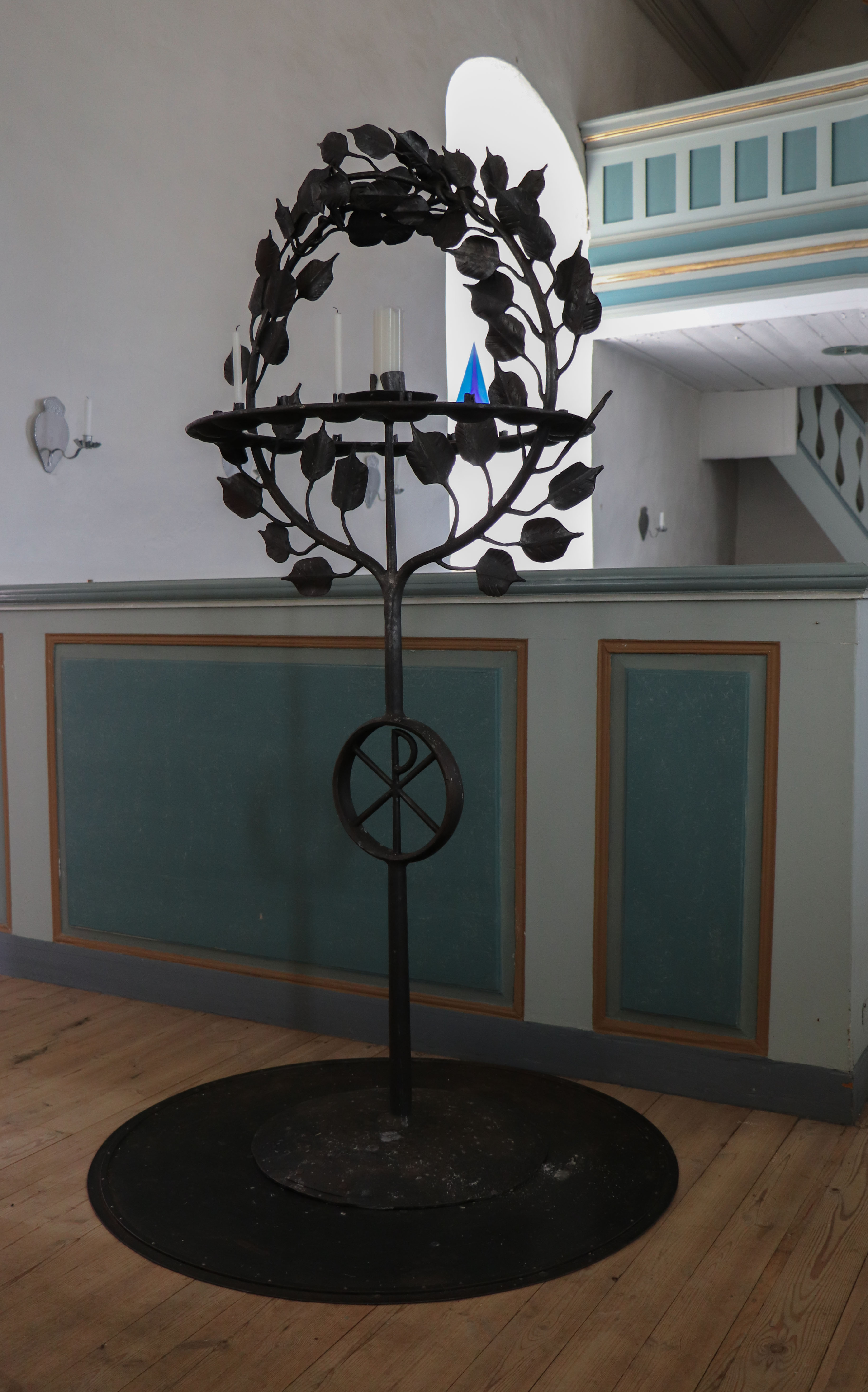
Ljusbärare
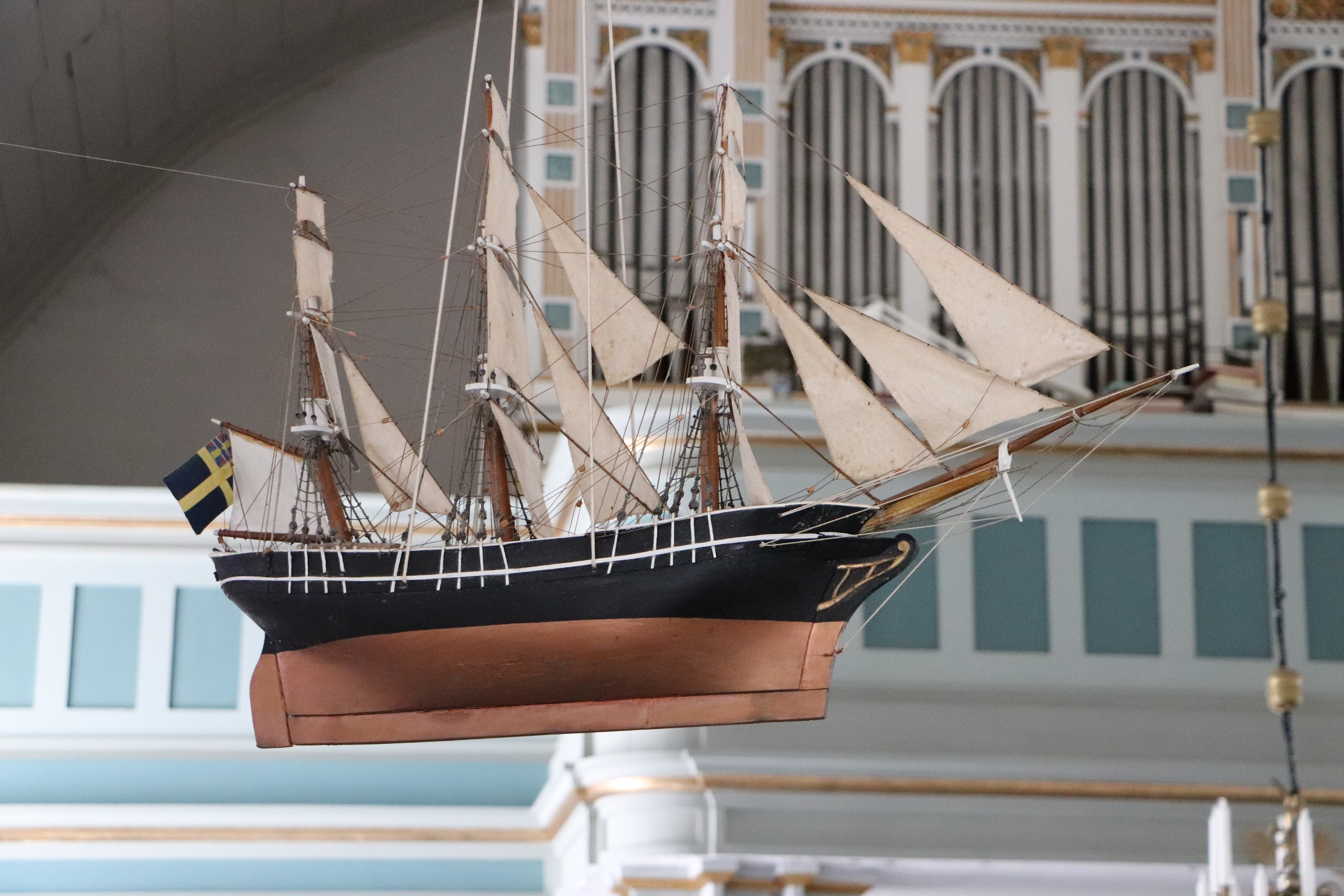
Votivskeppet

## Orgel

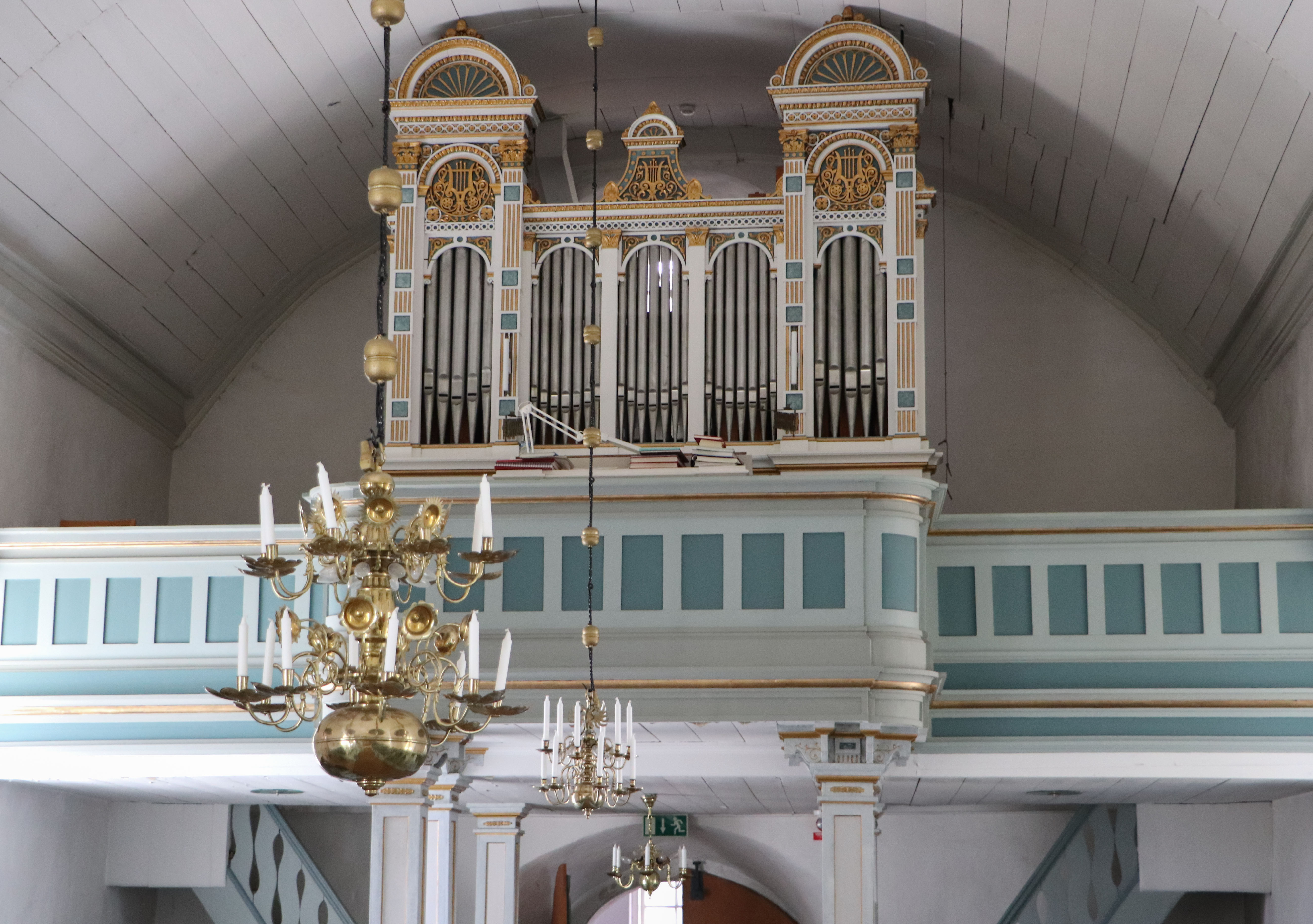
Läktarorgeln med fasad av Ludwig Peterson

- 1833: Hovrättskommissarie och amatörorgelbyggare Johan Petter Åberg, Vassmolösa, byggde om piporgeln.[källa behövs] Orgeln avyttrades 1884 till Södra Möckleby kyrka.[2]

- 1884 uppförde firma Åkerman & Lund i Stockholm ett nytt orgelverk med tio stämmor fördelade på en manual och särskild pedal.[3] Fasaden ritades av Ludwig Peterson. Orgeln avprovades den 11 oktober 1884 av domkyrkoorganisten Anders Johan Johansson, Kalmar.[2]
- 1956 restaurerades orgeln varvid två stämmor förändrades.[källa behövs]

Disposition:
| Manual              | Pedal       | Koppel      |
| Principal 8′        | Subbas 16′  | 4′ Man.     |
| Flûte harmonique 8′ | Koralbas 4′ | Man./Ped.   |
| Gedackt 8′          |             | 4′ Man/Ped. |
| Salicional 8′       |             |             |
| Octava 4′           |             |             |
| Echoflöjt 4′        |             |             |
| Octava 2′           |             |             |
| Trumpet 8′          |             |             |

## Kyrkklockor
- Storklockan är gjuten av S. C. Grönwall 1827
- Lillklockan av Johan Meyers gjuteri 1690

## Övriga byggnader
Till övriga byggnader räknas ett förråd och en ekonomibyggnad. Kyrkan och kyrkogården är inhägnad med en kallmur.

## Se Kyrkhamns kapell
Kyrkhamns kapell